# Arabien-Zwergohreule
Die Arabien-Zwergohreule (Otus pamelae) ist eine Eulenart aus der Gattung der Zwergohreulen. Sie ist auf die Arabische Halbinsel beschränkt.

## Beschreibung
Die sehr kleine Eule wird 18 Zentimeter lang und hat ein Gewicht von 62 bis 71 Gramm. Die Oberseite ist hell bräunlich grau mit undeutlicher Fleckung und dunkler Strichelung. Die Schulterfedern bilden ein undeutliches helles Band. Die Unterseite ist sandbraun bis hell bräunlich grau mit wenigen dunkleren Markierungen. Die Augen sind goldgelb, die Federohren klein, der Schnabel ist gräulich mit dunkler Spitze. Die Beine sind bis zum Ansatz der graubraunen Zehen sandfarben befiedert, die Krallen hornfarben mit dunkler Spitze.
Die taxonomische Stellung der Arabien-Zwergohreule ist unsicher, meist wurde sie als Unterart der Streifen-Zwergohreule (Otus brucei)  oder der Afrika-Zwergohreule (Otus senegalensis) eingestuft. Die Streifen-Zwergohreule ist größer und hat ein dunkleres Gesicht, während die geografisch isolierte Afrika-Zwergohreule durch dunklere Farbe, einen deutlicheren Schulterstreifen und stärkere Strichelung an der Brust abgegrenzt werden kann.

## Lebensweise
Sie lebt in Halbwüsten mit Palmen oder Baumgruppen, auch in felsigen Gebieten mit wenig Vegetation und in der Nähe von Siedlungen. Vermutlich ernährt sie sich vorwiegend von Insekten und anderen Wirbellosen. Der Ruf ist ein mit Abstand wiederholter hoher, kratziger Triller aus langen kriiirr-Lauten.

## Verbreitung
Die Art ist vom Asir-Gebirge in Saudi-Arabien über den Jemen bis Oman verbreitet.